# Tina Stege
Tina Stege es una activista en contra del cambio climático nacida en Saipán, reconocida por su labor como portavoz del clima de las Islas Marshall, uno de los países del mundo más vulnerables al cambio climático, principalmente como consecuencia del aumento del nivel del mar. Entre otras reuniones, Stege representó a su país en la Conferencia de las Naciones Unidas sobre el Cambio Climático de 2019 (COP25) celebrada en Madrid y en la Conferencia de 2021 (COP26) celebrada en Glasgow. También ha sido portavoz de las Islas Marshall sobre el impacto de las pruebas nucleares.

## Biografía

### Primeros años y estudios
Kristina Eonemto Stege nació en Saipán, en las Islas Marianas del Norte, y se crio en el atolón de Kwajalein y en Majuro, en las Islas Marshall. Estudió en Honolulu y se licenció en 1997 en la Universidad de Princeton, además de obtener un máster en antropología en la Universidad de Aix-Marsella en 2006.

### Carrera
Stege comenzó su carrera en 1998 en el Ministerio de Asuntos Exteriores de las Islas Marshall. Luego se trasladó a la embajada de las islas en Washington D. C., donde trabajó durante casi siete años, siendo responsable del enlace con el Congreso de los Estados Unidos. De regreso a su país, en 2007 fue investigadora en un proyecto de Tierra y Mujer del Foro de las Islas del Pacífico. En 2010 trabajó para el gobierno de Estados Unidos en asuntos relacionados con la emigración a ese país. También realizó varias consultorías, entre ellas para el Banco Asiático de Desarrollo y Greenpeace Aotearoa Nueva Zelanda, en este último caso trabajando en el legado no resuelto de las pruebas nucleares de Estados Unidos en las Islas Marshall. También ha colaborado directamente con la Marshallese Education Initiative, una organización con sede en el noroeste de Arkansas, donde viven más de 12.000 marshalianos.
En septiembre de 2015, Stege se dirigió a las Naciones Unidas en la conmemoración del Día Internacional para la Eliminación Total de las Armas Nucleares, destacando que el pueblo de las Islas Marshall sabe lo que es vivir en un mundo nuclear, al haber sido sometido a las pruebas de Estados Unidos, que estaban teniendo un impacto continuo. En 2018 fue nombrada Enviada Climática de las Islas Marshall, asistiendo en esa calidad a las Conferencias de las Naciones Unidas sobre el Cambio Climático de 2019 y 2021 (COP25 y COP26).
Stege preside la Coalición de Alta Ambición, que vincula a las naciones más ricas con las más pequeñas y pobres para debatir el impacto de la actividad climática de las primeras sobre las segundas. El Grupo de Alta Ambición se formó para hacer frente al reto de Tony deBrum, antiguo y difunto Ministro de Asuntos Exteriores de las Islas Marshall, de limitar el calentamiento global a 1,5 grados durante las conversaciones del Acuerdo de París.